# Co jest w człowieku w środku
Co jest w człowieku w środku – polski film kryminalno-psychologiczny z 1969 roku w reżyserii Zygmunta Hübnera. Adaptacja opowiadania Kornela Filipowicza pod tym samym tytułem.

## Fabuła
Sierżant Słaboszewski – komendant lokalnego posterunku MO prowadzi śledztwo w sprawie morderstwa bliżej nieznanego człowieka – obcego przybysza na jego terenie. Głównym podejrzanym o dokonanie zbrodni jest "miejscowy dziwak" – chłop nazwiskiem Cudziński, który żyjąc samotnie w ruinach pobliskiego zamku, z racji swojego odludnego i dziwacznego sposobu życia narażony jest na ostracyzm i wrogość lokalnej społeczności. Jednak dla Słaboszewskiego posądzenie Cudzińskiego o morderstwo jest zbyt banalne i proste. Wykonując swoją "milicyjną robotę", nie będąc rutyniarzem, pragnie poznać przede wszystkim osobowość oskarżonego, dowiedzieć się, co kryje on w sobie w tytułowym "środku", dotrzeć do mechanizmu postępowania człowieka posądzonego o przestępstwo. Jego śledztwo nie pozwala wprawdzie wyjaśnić zagadki tajemniczego morderstwa, jednak daje miejscowej ludności możliwość przekonać się, że miejscowy dziwak i odludek wcale nie musi być zabójcą i wariatem.

## Obsada
- Wojciech Siemion – sierż. Słaboszewski
- Kazimierz Kaczor – kpr. Michalik
- Kazimierz Talarczyk – chłop Józef Cudziński
- Leonard Andrzejewski – leśnik
- Jerzy Block – kierownik szkoły
- Krystyna Chimanienko – kelnerka w gospodzie
- Leszek Drogosz – porucznik MO
- Anna Jaraczówna – baba zaglądająca na posterunek
- Halina Kuźniakówna – bufetowa w gospodzie
- Zdzisław Maklakiewicz – kierownik gospody
- Jerzy Nowak – sołtys
- Bolesław Smela – proboszcz
- Stefan Śródka – Franciszek Kozłowski
- Witold Holtz – letnik

i inni.